# Berkel
Pour les articles homonymes, voir Berkel (homonymie).
La Berkel est une rivière qui prend sa source dans le nord-ouest de l'Allemagne et qui coule vers l'ouest, en passant par l'Achterhoek de la province du Gueldre aux Pays-Bas, pour se jeter dans l'IJssel à Zutphen. Elle donne son nom à la commune néerlandaise de Berkelland.

## Source
La source officielle de la Berkel se trouve près de la ville de Billerbeck en Allemagne, au pied des collines des Baumberge. À partir de là, plusieurs autres ruisseaux issus d'autres sources se joignent à la rivière qui forme la Berkel.

## Cours
En Allemagne, la Berkel n'est qu'un ruisseau naturel ayant gardé grand nombre de méandres. Après le passage de la frontière néerlandaise, près du village de Rekken, un élargissement a été réalisé, qui permet le dépôt des sédiments apportés par le débit important de la rivière. Au-delà de Rekken, la Berkel a été canalisée. A Zutphen, elle se jette dans l'IJssel. La rivière a une longueur de 114 kilomètres.

## Canalisation
Au milieu des années 1970, la canalisation de la partie néerlandaise de la Berkel fut achevée. La canalisation a été réalisée dans un seul but : éviter les inondations, nombreuses surtout à Eibergen. Les méandres ont été supprimés, une zone de déversement a été créé avant Eibergen, et on a construit plusieurs seuils pour régulariser le début de la rivière. L'objectif a été atteint : il n'y a plus d'inondations. Cependant, les travaux ont eu des effets négatifs sur la nature et la culture le long de la rivière.

## Communes traversées

### EnAllemagne
- Billerbeck - Coesfeld - Gescher - Stadtlohn - Vreden

### AuxPays-Bas
- Berkelland - Lochem - Zutphen
- La Berkel a donné son nom à la nouvelle commune de Berkelland (Pays de la Berkel), créée en 2005.

## Source de l'article
- (nl) Cet article est partiellement ou en totalité issu de l’article de Wikipédia en néerlandais intitulé « Berkel » (voir la liste des auteurs).